# Jack Steinberger

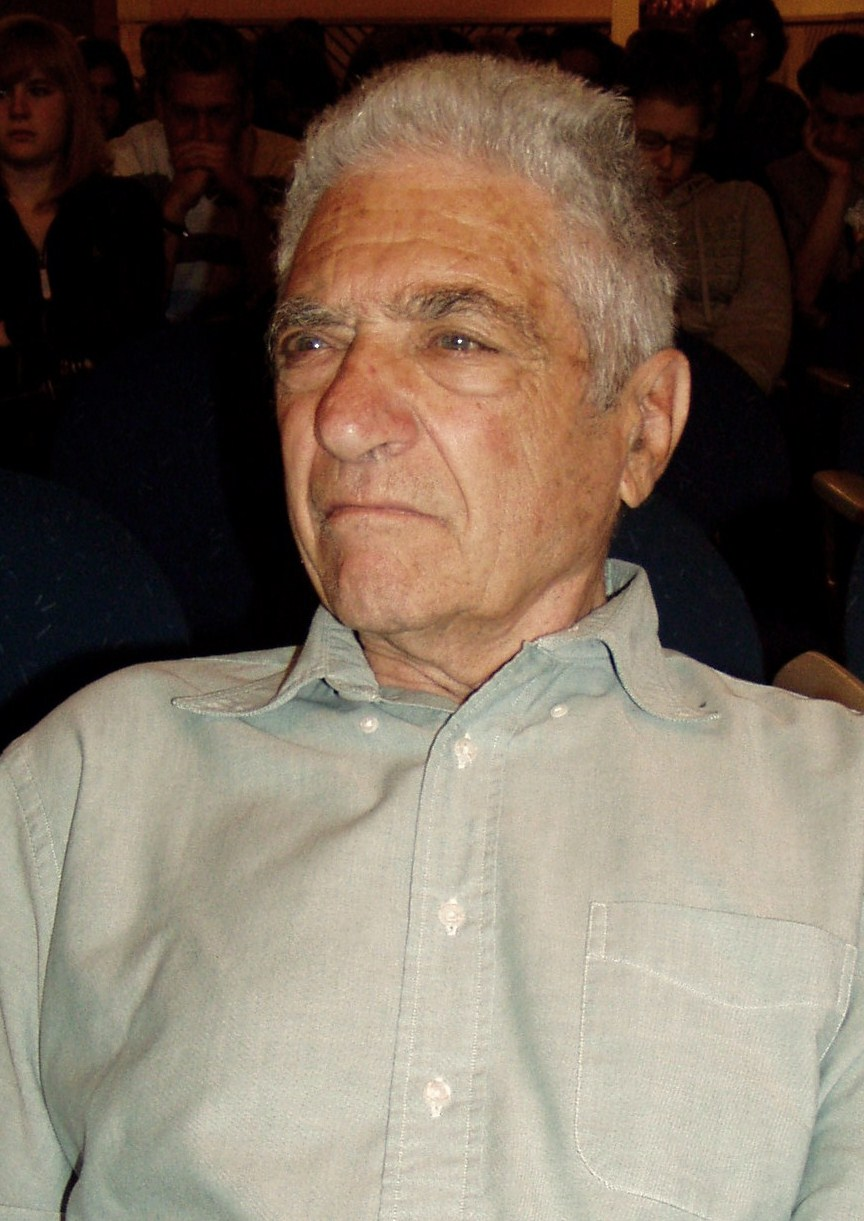
Jack Steinberger
(am 23. Juli 2008 in Bad Kissingen)

Jack Steinberger (* 25. Mai 1921 als Hans Jakob Steinberger in Bad Kissingen; † 12. Dezember 2020 in Genf) war ein US-amerikanischer Physiker und 1988 Nobelpreisträger für Physik.

## Familie

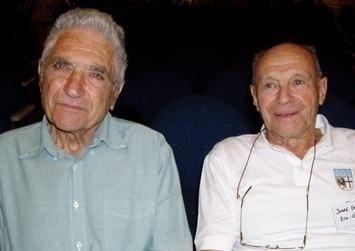
Jack Steinberger (links) mit Joske Ereli
(am 23. Juli 2008 in Bad Kissingen)

Sein Vater Ludwig Steinberger – eines von zwölf Kindern eines kleinen Viehhändlers aus Schonungen – war im Kurort Bad Kissingen seit 1896 als Kantor und Religionslehrer der jüdischen Gemeinde tätig. Seine Mutter Berta Steinberger, die ebenfalls studiert hatte, entstammte der Nürnberger Hopfenhändler-Familie May.
Sein Sohn Ned (* 1948) ist Gründer von Steinberger, einem US-amerikanischen Hersteller von E-Bässen und E-Gitarren.

## Leben
Jack Steinberger besuchte in seiner Jugend von 1931 bis 1934 das Kissinger Realgymnasium (das inzwischen nach ihm benannte Jack-Steinberger-Gymnasium). Vor dem Hintergrund des zunehmenden NS-Terrors schickte das Ehepaar Steinberger seine beiden ältesten Söhne Jakob und Herbert noch vor ihrem Schulabschluss 1934 mittels einer karitativen jüdischen Organisation in die USA, wo sie von Barnett Faroll, einem Kornhändler in Chicago, aufgenommen wurden. Den Eltern und dem jüngsten Bruder Rudolf gelang die Flucht in die USA erst 1937 und 1938.
Nach dem Schulabschluss an der New Trier High School in Winnetka (Illinois) studierte Jack Steinberger in Chicago zuerst Chemie und machte 1942 seinen Bachelor-Abschluss. Bald entdeckte er jedoch sein großes Interesse an der Physik, welche er nach dem Kriegsende an der Universität von Chicago studierte. Im Zweiten Weltkrieg gehörte er dem United States Army Signal Corps an und war am MIT Radiation Laboratory des Massachusetts Institute of Technology bei der Entwicklung von Flugzeugradar in kriegswichtiger Forschung tätig. Da er damals in linken politischen Kreisen aktiv war (er war Mitglied einer Gewerkschaft am MIT und unterstützte Franklin D. Roosevelt in seinem Wahlkampf), kam er auch in das Visier des FBI, was sich fortsetzte, als er sich 1949 weigerte, eine Erklärung an der Universität Berkeley zu beeiden, dass er kein Kommunist sei. Eine Beteiligung am amerikanischen Atombombenprojekt lehnte er ab. 1948 schrieb er seine Doktorarbeit (Ph.D.) bei dem von ihm verehrten Enrico Fermi und 1948/49 war er am Institute for Advanced Study (und nochmals 1959/60). Anfangs wollte er als theoretischer Physiker arbeiten, wandte sich für seine Dissertation aber der experimentellen Teilchenphysik zu. 1949/50 war er Forschungsassistent an der University of California, Berkeley bei Gian Carlo Wick, wo er an dem von Edwin McMillan gebauten Elektronensynchrotron experimentierte. 1950 wurde er als Professor an die New Yorker Columbia University berufen, hier als auch am Nevis Laboratory war er bis 1971 Higgins Professor für Physik. 1958 wurde er Sloan Research Fellow. 1962 schließlich fand am „Brookhaven National Laboratory“ in Zusammenarbeit mit Leon Max Lederman und Melvin Schwartz jenes berühmte Experiment statt, das diesen drei Wissenschaftlern in Anerkennung ihrer Grundlagenforschung über Neutrinos 1988 den Nobelpreis für Physik einbringen sollte: Mit diesem Versuch wurde der direkte Nachweis erbracht, dass zumindest zwei Neutrino-Arten existieren, nämlich das Elektron-Neutrino und das Myon-Neutrino. Steinberger selbst maß dem Preis keine besondere Bedeutung zu. Er stiftete ihn seiner ehemaligen Highschool „New Trier High School“.
Nach dem Zweiten Weltkrieg kehrte er zeitweise nach Europa zurück, wo er unter anderem ab 1968 am CERN bzw. im Europäischen Laboratorium für Elementarteilchen in Genf forschte und eine Reihe bedeutender Experimente auf dem Gebiet der Teilchenphysik leitete. 1986 ging er am CERN offiziell in den Ruhestand, forschte dort aber weiter. Außerdem lehrte er in Teilzeit an der Scuola Normale Superiore in Pisa.
Zeit seines Lebens Atheist, starb Steinberger am 12. Dezember 2020 im Alter von 99 Jahren in Genf.

## Werk
Für seine Dissertation behandelte er auf Anregung von Fermi ein experimentelles Problem. Bruno Rossi und Matthew Sands hatten bei Myonen aus der kosmischen Strahlung ein unerklärbares Defizit an Zerfällen beobachtet. Steinberger schlug vor, dass es sich nicht um einen Zweikörperzerfall (in Elektron und Neutrino), sondern um einen Dreikörperzerfall (etwa mit einem weiteren Neutrino) handelte, was er auch experimentell zeigte. Das war ein Beitrag zur Universalität der schwachen Wechselwirkung (aus späterer Sicht ein früher Hinweis auf ein Myon-Neutrino). Am Institute for Advanced Study fertigte er eine theoretische Arbeit an über den Zerfall von Mesonen in andere Teilchen über geschlossene Schleifen virtueller Teilchen als Zwischenstufen.
1949/50 war er in Berkeley und führte er die ersten Experimente zur Photoproduktion des Pions durch (mit A. S. Bishop), wies die Existenz neutraler Pionen nach (mit Wolfgang Panofsky und J. Stellar) und maß die mittlere Lebensdauer des Pions zusammen mit Owen Chamberlain, Robert F. Mozley und Clyde E. Wiegand.
Ab 1950 forschte er am Nevis Laboratory der Columbia University an deren neuem 380-MeV-Zyklotron. Er bestimmte mit Kollegen Spin und Parität von Pionen, den Massenunterschied geladener und neutraler Pionen und die Streuung von geladenen Pionen. Anfangs benutzten sie als Detektoren noch Szintillationszähler, um 1954 adaptierten sie die Blasenkammer-Technik von Donald Glaser und entwickelten sie weiter. Damit gelangen am Cosmotron des Brookhaven National Laboratory Entdeckungen bei seltsamen Teilchen, unter anderem die Entdeckung des Σ0 und der Bestimmung von dessen Masse. Das war wichtig als Bestätigung der SU(3)-Flavor-Symmetrie (der späteren Quark-Symmetrie aus den Up,Down,Strange Quark Bestandteilen). Bei den Blasenkammer-Experimenten arbeitete er häufig mit italienischen Physikern wie z. B. Marcello Conversi zusammen. Die Experimente bestätigten die Paritätsverletzung bei Hyperonen.
1961 war er am ersten Hochenergie-Neutrino Experiment beteiligt, das ihm zusammen mit Melvin Schwartz (der das Experiment anregte) und Leon Max Lederman den Nobelpreis einbrachte und das Myon-Neutrino nachwies. Es fand am AGS-Synchrotron des Brookhaven Laboratorium statt mit großen Funkenkammern als Detektoren. Es wurde ein Pionenstrahl erzeugt und die beim Zerfall der Pionen entstehenden Myonen vor einer Stahlwand detektiert. Die Funkenkammern dienten dem Nachweis der Neutrinos, wobei sich die Myon-Neutrinos dadurch nachweisen ließen, dass sie mit der Produktion von Myonen statt mit Elektronen verbunden waren.
Nach der Entdeckung der CP-Verletzung (1964) wandte er sich deren Erforschung im Kaon-System zu, zuerst in einem Sabbatjahr am CERN mit Carlo Rubbia und anderen. Sie untersuchten die zeitliche Interferenz der Mischungszustände beim Zerfall des neutralen Kaons (siehe Kaon). Er konnte auch den für die CP-Verletzung wichtige Epsilon-Parameter des Kaon-Systems (Mischungsparameter von K1 und K2) in Brookhaven messen. 1968 trat Steinberger dem CERN bei und untersuchte weiter den Kaonzerfall mit den von Georges Charpak eingeführten Vieldraht-Proportionalkammern.
Ab 1976 leitete er das CDHS-Experiment am CERN (CERN-Dortmund-Heidelberg-Saclay) für hochenergetische Neutrinostreuung. Das Experiment lief bis 1983 und lieferte unter anderem die erste genaue Bestimmung des Weinberg-Winkels, zeigte die Existenz rechtshändiger neutraler Ströme und vermaß Strukturfunktionen für den Quarkgehalt von Nukleonen.
Er war auch am NA31-Experiment am CERN beteiligt (erster direkter Nachweis CP-Verletzung, endgültig bestätigt durch dessen Nachfolger NA48).
Ab 1983 war er am CERN Sprecher der Aleph-Kollaboration am LEP, der von 1989 aktiv bis 2000 in Betrieb war.
Später befasste er sich auch mit Kosmologie.

## Ehrungen und Mitgliedschaften
1968 wurde er zum korrespondierenden Mitglied der Heidelberger Akademie der Wissenschaften gewählt. 1969 wurde Steinberger in die American Academy of Arts and Sciences gewählt und er war Mitglied der National Academy of Sciences der USA. Im Jahr 1991 wurde er ordentliches Mitglied der Academia Europaea. Er war Ehrendoktor der Universitäten Dortmund, Glasgow, Barcelona, des Illinois Institute of Technology und der Columbia University. Er erhielt die National Medal of Science (1988) und die Matteucci-Medaille (1989).

## Sonstiges

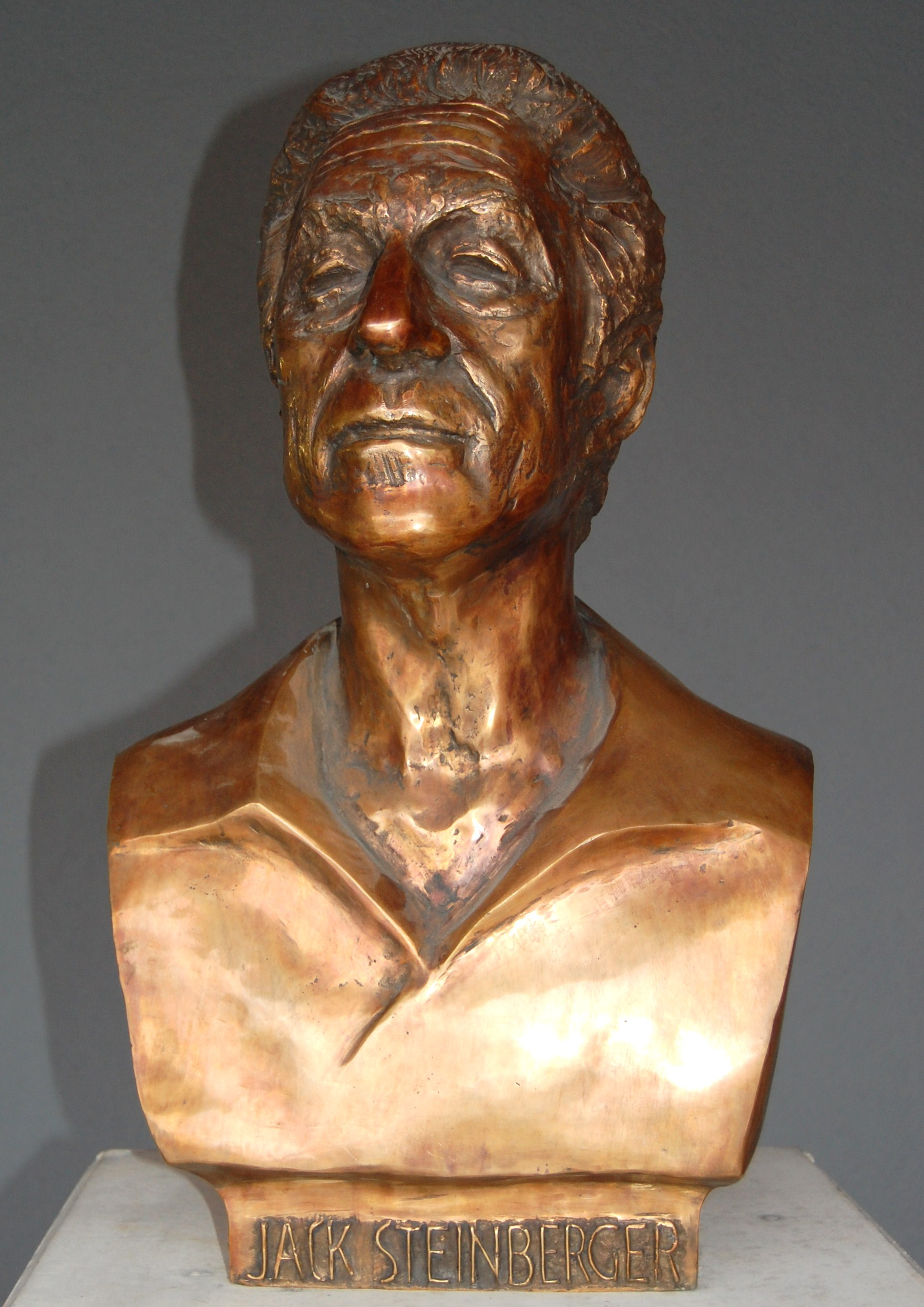
Steinberger-Büste
Standort: Jack-Steinberger-Gymnasium in Bad Kissingen

In seinen späteren Lebensjahren engagierte sich Jack Steinberger für eine umfassende nukleare Abrüstung. Er spielte Flöte. Die Werke von Franz Schubert, Wolfgang Amadeus Mozart und vor allem von Johann Sebastian Bach waren seine Favoriten in der klassischen Musik. Jack Steinberger gab zusammen mit seinen Genfer Kollegen Volker Soergel und Wolfgang Kummer in den 1980er Jahren Gesangsabende.
Auf Einladung des damaligen Oberbürgermeisters Georg Straus besuchte Jack Steinberger 1989 Bad Kissingen, seitdem pflegten seine Frau Cynthia und er einen intensiven Kontakt mit seiner Geburtsstadt. Ihm zu Ehren wurde im November 2001 anlässlich seines 80. Geburtstages das „Gymnasium Bad Kissingen“ in „Jack-Steinberger-Gymnasium“ umbenannt. Seit 18. Dezember 2006 ist Jack Steinberger Ehrenbürger der Stadt.
Er hatte zwei Söhne aus erster Ehe mit Joan Beauregard und einen Sohn und eine Tochter (Julia Steinberger) aus zweiter Ehe mit der Biologin Cynthia Alff (sie war auch als Studentin an Experimenten von ihm beteiligt). Er spielte Tennis, war Bergsteiger und segelte leidenschaftlich.

## Veröffentlichung
- Learning about Particles: 50 privileged years, Springer, Berlin, Heidelberg, New York 2005, ISBN 3-540-21329-5.